# 東急デハ3450形電車
東急デハ3450形電車（とうきゅうデハ3450がたでんしゃ）、およびデハ3500形電車（デハ3500がたでんしゃ）、デハ3650形電車（デハ3650がたでんしゃ）はかつて東京急行電鉄で使用されていた通勤形電車で、東急3000系電車の一員である。いずれも日立製作所製のMMC系主制御器・HS267系主電動機を装備していた。
3000系の中でも特に長期に渡って使用され、1981年のデハ3800形譲渡以降、1989年の運用離脱まで、3000系の電動車は本項の3形式に集約されていた。

## デハ3450形

### 概要
元は目黒蒲田電鉄および東京横浜電鉄のモハ510形で、旧車両番号は510 - 565であった。ただし末尾3は「惨事」に通じるとの理由で欠番。
1931年より1936年にかけて川崎車輛（44両）および日本車輌製造（6両）にて計50両が製造されたが、丸妻の川崎製に対し日車製は三面折妻構成で、台車も異なり末期の改装後もすぐ見分けがついた。戦前の私鉄高速電車としては、単一形式の最多量産記録である。大東急成立後、デハ3450形 (3450 - 3499) へと改称されている。
初期の10両は、パンタグラフ2台搭載を考慮して、非パンタ側にもパンタ台が存在した。登場時はパンタグラフの信頼性がまだ不十分であり、故障が多発した場合は予備パンタ台にもパンタグラフを搭載し、運用継続を可能とすることが理由とされている。
また、初年度に導入された車両のパンタグラフは、川造BC-乙形および三菱P-900-A形とされた。その後採用された東洋電機製造製のパンタグラフに比べ大形なものである。同類のパンタグラフは阪和電気鉄道、吉野鉄道で採用されているが、後継モデルが存在しない特殊な製品である。
本形式に採用された日立HS267系主電動機はその後登場した戦前型各形式に採用され、部品標準化に大いに寄与した。長寿命で知られる本形式だが、モーターの互換性はその一因であろう。端子電圧750V時の定格出力94kWは、当時の関東私鉄電車用としては平均的でさして高出力ではないが、回転数が1,000rpmと吊り掛け駆動方式の電動機としては比較的高く、これが小型化にも寄与している。

### 変遷
当初片隅式運転台を持つ両運転台車で、前面窓の運転台側には庇があった。大東急合併に伴うデハ3450形への形式変更と前後して庇が撤去されたほか、1950年代から1960年代にかけて全車とも全室運転台化され（3498の下り側運転台を除く）、3450、3498、3499の3両を除いてはさらに片運転台化されている。また大半の車両に対し正面貫通化（3450の非パンタ側・3452・3453・3455・3456・3460・3461は正面非貫通式のままとされた）、さらに室内更新にて窓の拡大・アルミサッシ化および室内壁面のアルミデコラ化、床のリノリウム張り化が行われた。ただし、屋根は原型のままで垂木が残り、床面の鋼板化はなされておらず、木製の床板にリノリウムが張られていたため、扱い上は半鋼製のままである。尚、この室内更新時に3498の下り側運転台も全室運転台化された。なおデハ3472のみは、当時の大井町線二子橋の併用軌道上でダンプカーと接触事故を起こし、急遽東横車輛工業碑文谷工場で製造されていたデハ3600形用（3601説と3607説がある）ノーシルノーヘッダー全金属新製車体を転用して車体載せ替えが行われている。両運転台車3両は、事業用として継続使用する計画であったことから、1980年代初頭に室内更新時未改修であった屋根鋼板の張替え、床板の木製→鋼板リノリウム張り化などが行われた。ただしデハ3500形・3650形のような張り上げ屋根構造、前照灯のシールドビーム化などは行われていない。デハ3498は引き続き荷物車に改造され、デワ3043となった。
本形式は車両番号とはほとんど関係なく、両運転台・片運転台、貫通・非貫通、貫通扉、客扉、尾灯、床下機器配置、向きなど、様々な差異があり、細かく見ていけば同じ形態のものは二つとないとされる。実際、1985年の『鉄道ピクトリアル』（電気車研究会）の増刊をはじめ、複数の愛好者がそれぞれ独自の視点で50両全車の形態分類を実施している。このような無秩序な形態の差異は、かつて元住吉検車区構内に転車台が存在し、車輪の片減り防止のためしばしば方向転換を行っていたこと、前面貫通化改造などが各車の使用実態に応じて行われたこと、更新改造の順序が車両番号と順不同で行われ、50両全車を8年程度の長期に渡って更新したうえ、年を追って更新内容が変化したことなどがあげられる。
塗装は製造当初、ダークグリーンの車体に鉛丹色の屋根で、1950年代中頃より黄色と紺色の二色に変更、1960年代後半以降は5000系と同じライトグリーン（萌黄色）一色となった。
運転台には当初、速度計は搭載されていなかったがATS導入の際に設置された。ブレーキ圧力計は全車両ブレーキ管圧力計と元空気溜め圧力計は設置されていたが、ブレーキシリンダー圧力計は設置されずに廃車された車両も多く存在した。
主制御器は当初、日立製作所製電空カム軸式のPB-200（直列5段、並列4段）などが使用されたが、昭和40年代後半には電動カム軸式のMMC-H-10G（直列8段、渡り3段、並列8段）に統一された。

### 運用
運用範囲は（旧）新玉川線を除く鉄道全線に及び（ただし、軌道検測車牽引のため夜間の新玉川線入線は存在した）、東横線では1972年まで使用されたほか、開業当時の田園都市線では事実上の主力として、鷺沼以西の分割2両編成運用にも重用された。田園都市線・大井町線分割後の1979年8月12日から1981年3月まで大井町線で、全電動車ないしMT比4M1Tの5両編成で使用された。運用末期は目蒲・池上両線で使用され、下り方にクハ3670形・3770形・3850形を連結したMMTないし、中間にサハ3360形・3370形を挟んだMTMの3両編成となった。中間に付随車（サハ）を連結した合計8両（3466 - 3468・3471 - 3474・3486）については、電源集中化など、後述のデハ3500形・3650形と同様の改造が行われて3両ユニット化された（デハ3450形については、3両ユニット化の有無によらず張り上げ屋根化や前照灯や尾灯の改造はされていない）。また3両ユニット化された車両に限って、後年黒地白抜きの電照式方向幕が装備されている。その他についてもある程度固定編成化されており、中間に入るものは前照灯・尾灯・ATSなどがないものも少なくなかった。
両運転台車である3450・3498・3499は
- 3000系各形式の検査入場代車として相手形式を問わず併結
- デキ3021とともに機関車代用として営業・工事貨物列車、各検車区や工場間の回送車などを牽引
- デワ3040形の検査入場などでの不足時に荷物電車代用
- こどもの国休園日である月曜日にこどもの国線で単行営業運転

などなど、その特性を活かしたピンチヒッター的存在として重用された。特に、1980年代中盤より数回に渡って国鉄マヤ34形を借入し、デハ3450・3499（デハ3450復元後はデハ3499とデヤ3001）の中間にはさんで3連を組んだ上で、前述のとおり終車後の新玉川線を含む全線の軌道検測を実施、後年のサヤ7590形導入の布石となった。

### 運用終了とその後
登場から50周年を迎えた1981年から廃車が開始され、1989年3月18日、デハ3500形・3650形とともに旅客営業の第一線から一斉に退いた。とくにデハ3472は3600形全廃後も同形用の更新車体を持つ唯一の先頭車となっていた。運用終了を記念し、前年秋より最後に重要部検査入場した3編成（3452F、3472F、3484F）を対象に、塗装をライトグリーン一色から黄色と紺色のツートンカラーに戻して運用した。いわゆるリバイバルカラーであるが、厳密には特に窓周りの黄色は赤みが不足しているなど、色調は若干異なるという意見もある。塗装のみならず、腰板部のT.K.K.標記（切り抜き文字ではなく塗装表現）や前面の行先標掛けなども復元されている。ただし方向板掛けは、実際の営業運転で活用されることはなかった。このほか廃車の過程で、サハ3360に台車を転用して同形式の雑形台車を一掃した。 
運用終了後も3472Fのみは池上線に予備車として1989年8月まで在籍していた。また、地方私鉄などへ営業車として譲渡されることはなかったものの、次のように保存、利用された例がある。 
- デハ3450
モハ510登場当時の状態に復元、高津駅高架下（現在は宮崎台へ移転）の電車とバスの博物館へ保存。当初は高津駅前のデハ204が保存されていた場所に置かれていた（デハ204は3号館に移設）。
- デハ3456
車体切断のうえ、電車とバスの博物館へ保存。前部が末期の状態のまま駆動装置の構造理解の教材となり、後部はモハ517へと復元され運転シミュレーターとなっていた。特に後者は実際に自動空気ブレーキの操作が体感できるという点で極めて珍しいものであった。同車は客用扉が小窓のものに交換されていたが、保存時に大窓のものに戻された。またモハ517は開館当初はシミュレーター装置がなく、8090系のカットモデルと背中合わせに置かれていたが、高津時代のリニューアル時にシミュレーター化されていた。なお、後部シミュレーターについては2016年の博物館リニューアルオープン時に撤去されている。
- デハ3455・3469
千葉県いすみ市にある自閉症・知的障害者援護施設“いすみ学園”で保存、利用。デハ3455は休憩室および入所者の自立支援プログラムのひとつとして、電車の乗車方法についての訓練に用いられている。デハ3469は倉庫となっていた模様であるが、現存しない。
- デハ3464
VVVFインバータ制御などの試験車となっていたデハ3552の伴車として、日立製作所へ譲渡。デハ3552走行不能時などの牽引用として使用された。後年は試作のシングルアーム式パンタグラフを搭載していた。少なくとも車両の形では現存しない。
- デハ3466
1985年に第1回東京国際映画祭が開催された際、サハ3372と共に当時のニューヨーク地下鉄ばりのグラフィティが施され、渋谷東急本店駐車場に展示（店舗として使用されたともいわれる）された後、そのまま国土計画（現・プリンスホテル）の手に渡って長野県北佐久郡軽井沢町に移送されていたが、ほどなく解体処分されている。
- デハ3460・3480
東急車輛製造へ。牽引車などとしての使用実績はなく譲渡理由不明。ほどなく解体処分された模様。
- デハ3499
構内入替と新車搬出時の牽引車として、デヤ3001とともに東急車輛製造へ配備された。後継として7000系導入後は使用停止となり、2010年8月まで同社横浜製作所敷地内で保管されていたが、外部に搬出された。現在は群馬県前橋市富士見町赤城高原で保存されており、デハ3499号車保存会の下、公開展示に向けて活動中。2020年（令和2年）には、アルピコ交通上高地線新村駅で保存されていた5000形5005-5006編成が同所に移設され、デハ3499と隣合わせの状態で設置されている。
- デワ3043（旧デハ3498）
小荷物輸送廃止後、除籍のうえ長津田車両工場入換機械として使用されていた。当初は前面の黄帯から“荷物”標記を抹消したのみの姿で、後年は山側中扉が幅2,200mm（客用扉2枚分）に拡幅され、レモンイエローにブルーのツートンカラーとなっていた。アント入換機導入に伴いデキ3021・ED301とともに使用停止となり、2009年6月末に解体された。 詳細はデワ3040形の項を参照のこと。

2020年3月現在、電車とバスの博物館のモハ510（デハ3450）・デハ3456カットボディのほか、いすみ学園のデハ3455、デハ3499保存会のデハ3499の現存が確認されている。
このほか富士急が上田交通モハ4257を引き取り富士山麓鉄道モ1として復元した際、3458の台車が転用されたとされている。

## デハ3500形
元は東京横浜電鉄のモハ1000形である。1939年より川崎車輛にて22両が製造された。大東急成立後、デハ3500形へと改称されている。
大正末期に出現し、昭和に入るやいなや急激に成長を遂げた鋼製車体の製造技術が、十数年を経て一応の円熟期を迎えた頃の電車である。それだけに一部にリベットが残るものの、従来車より窓が大きくなり、全体的には非常に均整の取れたスタイルとなっていた。
製造当初、将来路線を標準軌に改軌して横浜駅から京浜電気鉄道や湘南電気鉄道（現京浜急行電鉄）への乗り入れを想定していたことから、台車に長軸が組み込まれており、日本の電車としてはいち早く、加速を滑らかにする効果のある多段制御器（日立MMC形電動カム軸式）を搭載したことも画期的であった。
戦後は片隅両運転台から全室片運転台とされ、さらには中間にサハを挟むために偶数車の方向転換が行われた。また、前面の貫通化は後述のデハ3508を除き行われていない。このため、デハ3450形のように車両によって向きがまちまちであったり、貫通・非貫通の差異などの著しいバリエーションはなく、更新後に前面中央窓が1段ないし2段であったり、客用ドア窓の大小がある程度で形態的な個体差は少ない。
その中にあってデハ3508は、戦時中に発生した火災からクハ3657として応急復旧され、1950年に後世の8090系などのステンレス車や東急バスを彷彿させる銀地に赤帯の試験塗装編成（銀バス塗装、銀電などと呼ばれた）へ組み込まれ、1959年には唯一の前面貫通・ノーシルノーヘッダー車体への更新改修が行われるという大きな転変を辿った。また、デハ3513も元住吉工場での改修中に全焼し、1951年東急横浜製作所で復旧している。復旧後は3500形中で全室片運転台車のトップを切り、リベットレス車体となったほか、蛍光灯照明導入でひときわ目を引いたが、末期はベンチレーターの配置に微妙な差異があるほかは他車と大きな違いはなかった。
窓のアルミサッシ化などの車体改装を経て、サハ3250形・3360形・3370形を中間に挟んだMTM3両固定編成化に伴うサハへの電源集中化（電動発電機 (MG) 撤去）が行われた。末期にはさらに屋根張上げ化、前照灯・尾灯のユニット化（腰部両側へ）、行先表示板の電照方向幕（黒地白抜き）化などの改造が行われ、原型から著しく隔たった外観となった。前照灯を失った前面上部には、当初方向幕を取り付ける計画もあったが結局実現せず、屋根の深さが目立ってしまういささか異様な形態から、「海坊主」などというあだ名がついた。1980年代初頭までは全て目蒲線所属であり、末期に2-3編成が池上線に転出したものの、1989年の運用離脱まで目蒲線の主力として使用された。
本形式については、1989年の廃車後、他社への転出は生じなかった。デハ3501はしばらく長津田検車区に留置された後除籍、私立サレジオ学院に譲渡され、売店として使用されたが、のちに解体されて現存しない。なお、本形式の標準軌に改軌可能な長軸台車に着目した高松琴平電気鉄道から譲渡の打診があったものの、使用を目論んでいた長尾線と志度線の重量制限を超過しており、車両限界が狭いことから実現しなかった。

## クハ3650形→デハ3650形
デハ3500形の設計をベースに、大東急成立後の1942年にクハ3650形として川崎車輛にて6両製作された制御車。この車両の顔の特徴的な風貌から「海坊主」という愛称があった。
本来、これに対応する電動車としてデハ3550形（後の同形式車とは関係ない）も製作されていたが、こちらは井の頭線に投入され、デハ1700形となった。井の頭線では1945年5月25日の空襲によって永福町検車区が被災し、大半の車両を焼失したことから、その補充に急を要していたことによる。後にこれらは、大東急の再分割に伴い、京王帝都電鉄に編入された（同社のデハ1700形）。
両者はトムリンソン式密着連結器で連結する予定であった。また、連結器付近の車体裾の切り欠きは、デハ3500形と見分けるポイントであった。
このデハ3550 - クハ3650の2両固定編成は、当初デハ3450形に匹敵する大量増備を図る計画があり、そのための電装品は既に元住吉工場に確保してあった。戦時下にあって車両増備計画自体は結局頓挫したが、終戦後の疲弊状態の中ではこれらの部品が稼働車の確保に大きく役立つことになる。この予備電機品はさらに大東急分割後の京急・京王帝都でも活用されることとなる。
戦時中に火災焼失したデハ3500形3508が応急復旧した際、制御車として本形式に編入され、クハ3657となったが、1958年車体更新とともに再電装され、原番号であるデハ3508へと復帰した。
当初より片運転台であり、広幅の貫通路を有している。戦後は前寄りが駐留軍専用として、仕切りを設けたうえで窓下に白帯を巻いたこともある。1952年より電装され、デハ3650形となった。本形式もデハ3500形と同じく改軌対応の長軸台車を採用しており、これは電装後も変わらなかった。連結相手のない広幅貫通路は長らく塞がれたまま、デハ3450形などに連結されていたが、1958年、戦災復旧車の車体載せ替え車サハ3360形3361 - 3363が、デハ3650に合わせた広幅貫通路となったことで以後3両固定編成となり、これは1989年の運用離脱まで変わらなかった。
後年、デハ3450形の一部やデハ3500形同様に、固定編成化に伴う電源集中化と車体改修が実施されている。この際、サハの早期廃車を見込んで偶数車の前面が貫通化された点が特筆される。最初に更新された3653・3654が一旦普通屋根・取付前照灯で登場したのに対し、他4両は張上げ屋根化改造、前照灯・尾灯の窓下ユニット化が同時に実施され、前述の2両も追って同形態へ改造されている。また1983年には前面の行先表示板が電照式方向幕化された。
末期は殆ど池上線を離れることがなく、目蒲線の「ヌシ」的存在であったデハ3500形と好対照をなしていた。しかし、営業運転終了前の約2週間、置き換えの段取りの都合から目蒲線で運用され、ファンの注目を集めた。
デハ3655は、東急での廃車後、両運転台に改造の上で十和田観光電鉄へ譲渡され、モハ3603となった。新設された運転台側は、前尾灯などの配置こそ従前の運転台側に倣っているが平妻のまま、片隅運転台で非運転台側座席が妻面まで残されたため、乗務員の増設も運転台部1ヶ所のみと前後で異なる印象の顔つきとなった。2002年、東急7700系などの譲受に伴う置換を控えて、十和田観光電鉄の標準色から東急時代のライトグリーン一色に塗り戻された。2012年の鉄道路線廃止時まで動態保存されており、花見電車や貸し切り電車などのイベント用として運行されていた。路線廃止後は長らく旧七百車両区屋外に留置されていたが、同社モハ3401や電気機関車、貨車及び検修庫建屋などとともに保存団体「七百レールファンクラブ」に引き取られ、その後は同建屋内に保存されている。

## 長期間の運用要因と運用末期における社会的評価
デハ3450形・3500形・3650形の3形式計78両は、1930年代〜1940年代に製造された後、50年以上に渡り、他社への譲渡を生じることなく、ほぼ全車が1980年代まで運用された希有な存在であった。日本に限らず先進国の大都市近郊路線で、戦前製の電車が1980年代に至るまで大量に使用されたことは珍しい。他にはアメリカのシカゴサウスショアラインやドイツのベルリンSバーンなどの例がある。
経営方針からみれば、本社の不要照明の節約や裏紙使用の奨励など、社内において徹底した物資節制を働きかけた“東急の大番頭”（五島昇曰く“ケチ副”）こと田中勇や、「通勤電車は8000系のように無駄な装飾を廃し前面は切妻であるべき」などのポリシーで知られる横田二郎など、当時の東急首脳の徹底した節制主義の意向が大きく作用しているとされるが、具体的な要因としては以下のような点が挙げられる。
- もともと頑丈な構造であった（ただし末期には一部車両で経年劣化による台枠垂下も生じていた）。
- 車体構造・性能が東急電鉄の実情に非常に良く合致したものであった。とりわけ主電動機・主制御器はじめ主要機器が戦前における優秀品で揃えられており、かつ互換性・信頼性が高く、安定した装備であった。さらに前述の更新修繕をはじめ、時代の変化に合わせ度重なる改造が実施されていた。
- 新路線（田園都市線・新玉川線=当時）の開業と、その後の開発に伴う爆発的な旅客需要増に対する車両増備に追われ、旧型車の置き換えが後回しにされる傾向があった。
- 東横線運用を退いた後も、自社内に目蒲線・池上線などの、運用に適切な路線が存在した。
- 当初は、3450形→3500形・3650形の順に淘汰・地方私鉄への譲渡を行い、5000系はその後淘汰するという計画であったが、1977年の長野電鉄以降、地方私鉄からは一部を除いて5000系に譲渡希望が集中し、さらに3000系でも戦後生産された3700系が名古屋鉄道に全車譲渡されたこともあって、結局5000系を含めた戦後型と戦前型の淘汰時期を差し替える事態となっていた。

このように寿命を長らえ、その後登場した5000系など“前衛的”高性能車群、さらには7600系インバータ車に伍して運用された本形式であったが、さすがに1980年代ともなると同時期に運用されたデハ3500形・デハ3650形も含めた戦前型系列は、大規模な更新を行ったとはいえ経年劣化や接客設備の陳腐化は否めなかった。加えて、東急においても6000系ステンレスカー以降全て空気ばね台車となった一方で、これら3形式は乗り心地の面でも起動時のショックが大きいこと、吊り掛け駆動の騒音が他社吊り掛け車よりも激しいこと、旧型台車は特に高速走行時のピッチングが酷いことなど、特有のウィークポイントが存在した。また他社とのサービス水準比較として「冷房化率」という数値が報じられるようになったこともあり、乗客からの不評は高くなっていった。
東京都内を見渡しても、「板張り電車」こと東武7800系などと共に、これら旧型車はもはや誰の目にも時代離れした古さが際立つ存在となっており、コミックソング「目蒲線物語」（作詞/作曲/歌・おおくぼ良太、1983年発表。俗に「目蒲線の歌」とも呼ばれる）で、優等生的な冷房付き新型ステンレス車が走り回る中、冷房もない草色の古ぼけた3両編成をあたかも出来の悪い「主人公」に例えて、コンプレックスに悩む「主人公」を擬人的かつ貧乏くさく歌い上げる歌詞が世間から受けたほどであった。さらに池上線を舞台にした歌曲『池上線』（作曲/歌・西島三重子、作詞・佐藤順英、1976年発表）でも、その歌詞には当時同線を走っていたデハ3450形などの車両の古さや状態の悪さを思わせる箇所があり、東急がそれらを否定するコメントを出す事態となった。